# Ronin (Hawkeye)
"Ronin" es el quinto episodio de la miniserie de televisión estadounidense Hawkeye, basada en Marvel Comics que presenta a los personajes Clint Barton / Hawkeye y Kate Bishop. El episodio sigue a Barton y Bishop que continúan investigando por separado una conspiración criminal. El episodio está ambientado en el Universo Cinematográfico de Marvel (MCU), compartiendo continuidad con las películas de la franquicia. Fue escrito por Jenna Noel Frazier y dirigido por el dúo Bert & Bertie.
Jeremy Renner repite su papel de Clint Barton de la saga cinematográfica, con Hailee Steinfeld uniéndose a él como Kate Bishop. También protagonizan Florence Pugh, Tony Dalton, Fra Fee, Alaqua Cox, Aleks Paunovic, Piotr Adamczyk, Linda Cardellini, Vera Farmiga y Vincent D'Onofrio quien regresa a interpretar a Wilson Fisk / Kingpin de la serie de Marvel Television, Daredevil. El dúo de directoras inglesas Bert & Bertie se unieron a la serie en julio de 2020. La filmación tuvo lugar en la ciudad de Nueva York, con trabajo adicional de filmación y sonido en Atlanta, Georgia.
"Ronin" se estrenó en Disney+ el 15 de diciembre de 2021. El episodio recibió críticas positivas de los críticos y el público, particularmente por sus actuaciones, secuencias de acción y la revelación del regreso de D'Onofrio.

## Trama
En 2018, Yelena Belova y su compañera Black Widow, Sonya, someten a una mujer llamada Anna en su casa, mientras sigue en campaña de desprogramar a Black Widows después de ser liberada del general Dreykov en 2016, aunque descubren ella ya no esta bajo control. En un momento de descanso, Belova pronto se convierte en víctima del Blip y re -emerge en 2023, sin entender nada de lo que pasó y con la esperanza de hablar con Natasha, sin saber aún de su muerte. En 2024, después que Clint rompe su sociedad, Kate vuelve triste al ático de Eleanor, quien la consuela, limpia sus heridas y le aconseja que quizás esta destinada a otra cosa; como último favor, Kate le pide que investigue sobre la corporación fantasma de su prometido Jack, Sloan Limited, lo que lleva a su arresto.
Bishop regresa a su apartamento y se encuentra a Belova; en una tensa reunión, Belova le cuenta que fue enviada a la ciudad de Nueva York para matar a Clint. Luego, tienen una discusión sobre que define a una persona al contraponer sus visiones de Barton; antes de irse sin información, Yelena le pide a Kate que no se interponga en su objetivo. Después de recuperarse en el apartamento de Grills, Barton va a un memorial de los Vengadores donde "habla" con Romanoff expresando cuanto la extraña y le pide perdón por lo que hará. Concreta con los deportistas una reunión, se pone el traje de Ronin y desafía a Maya a una pelea, tratando de convencerla de que detenga su venganza y persecución contra él y a su familia; también le dice que fue contratado por un informante del jefe de López que quería muerto a su padre. En un momento, López quiere atacarlo, pero Bishop lo rescata; López se encuentra con  Kazi, pero empieza a sospechar de él cuando recuerda que no estaba con ella la noche que mataron a su padre.
Al día siguiente, Belova sigue a Eleanor y a través de un número anónimo, le revela a Kate que la contrató para matar a Barton; con ello le manda una foto donde Eleanor está reuniéndose con alguien y cuando se lo muestra a Barton, este lo reconoce como la persona al que no quería encontrarse: el "tío" de López, Wilson Fisk / Kingpin.

## Producción

### Desarrollo
Para abril de 2019, Marvel Studios estaba desarrollando una serie para Disney+ protagonizada por Clint Barton / Hawkeye de Jeremy Renner de las películas del Universo Cinematográfico de Marvel (MCU), en la que Barton legaría el manto de Hawkeye a Kate Bishop.  En julio de 2020, el dúo de directoras inglesas Bert & Bertie fueron contratadas para dirigir tres episodios de la serie. Los productores ejecutivos de la serie incluyen al escritor principal Jonathan Igla, Rhys Thomas, Brad Winderbaum, Trinh Tran, Victoria Alonso, Louis D'Esposito y Kevin Feige.  El quinto episodio, titulado "Ronin", fue escrito por Jenna Noel Frazier y se estrenó el 15 de diciembre de 2021.

### Escritura
Mientras escribía el episodio, Marvel Studios le dio a Bert & Bertie acceso a proyecciones secretas de Black Widow (2021), al mismo tiempo que recibía información sobre la representación de la Estatua de la Libertad en Spider-Man: No Way Home (2021). Al escribir una referencia para No Way Home en el episodio, Bertie dijo: "Hay una necesidad de saber la base. Cosas como esa, puede haber habido una referencia un poco más grande en los guiones originales". El tono de la escena de la salsa picante fue influenciado por el guion, con Bert & Bertie llamando al tono de la escena "comedia y también peligro real y luego una emoción y apuestas muy profundas". También sintieron que la actuación de Pugh y Steinfeld en la escena había mejorado su calidad. Bert describió la escena en la que Barton visita la placa conmemorativa de la Batalla de Nueva York como una "escena muy importante" y una experiencia emocional para Barton mientras se enfrenta al trauma de la muerte de Romanoff. También afirmó que "Era tan importante que hubiera una fusión de Clint Barton y Ronin que él cree que se quedó atrás. Al final de la escena [de la placa], era importante para nosotros que levantara esa sudadera con capucha negra, que es una pista de hacia dónde nos dirigimos. Es Clint enfrentándose a su oscuro pasado y poniéndose su oscuro pasado. Quiere dejar eso atrás, pero el hecho es que, si esto no sale como él quiere, está dispuesto a hacer cualquier cosa para salvar y proteger a su familia".

### Casting
El episodio está protagonizado por Jeremy Renner como Clint Barton / Hawkeye, Hailee Steinfeld como Kate Bishop, Florence Pugh como Yelena Belova, Tony Dalton como Jack Duquesne, Fra Fee como Kazi, Vincent D'Onofrio como Wilson Fisk / Kingpin, Alaqua Cox como Maya Lopez, Aleks Paunovic como Ivan, Piotr Adamczyk como Thomas, Linda Cardellini como Laura Barton y Vera Farmiga como Eleanor Bishop.  D'Onofrio repite su papel de Fisk de la serie de Marvel Television Daredevil (2015-18). Las directoras Bert & Bertie dijeron que estaban emocionadas de incluir al personaje debido a la anterior falta de conectividad entre Marvel Studios y las producciones de Marvel Television. Sobre la decisión de presentar a Fisk con una foto granulada al final del episodio, Bertie dijo que "ha habido diferentes iteraciones de cómo se reveló Kingpin y esta es la que sirvió a la historia". También aparecen Clayton English como Grills, Ivan Mbakop como el Detective Caudle, Franco Castan como el Detective Rivera, Yssa Mei Panganiban como Sonya y Annie Hamilton como Ana.  

### Diseño
La secuencia del título principal del episodio fue diseñada por Perception. 

### Rodaje
Hablando de la aparición de Belova en el episodio, Bert & Bertie querían celebrar "este personaje increíblemente extravagante" y cómo interactuaría con la "ingenua, con los ojos muy abiertos, súper inteligente, feroz y ruda" Kate Bishop. Pugh proporcionó información sobre lo que pensaba que usaría el personaje cuando se reuniera con Bishop.  La mayor parte de la conversación entre Bishop y Belova en el departamento de Bishop fue improvisada. Bertie dijo que "hicieron un ensayo, pero todo fue perfecto entre ellos, y la improvisación que aportaron fue dinamita". Las dos también improvisaron donde Bishop le arrojó la salsa picante a Belova, y después de eso, Pugh decidió ponerla sobre los macarrones y comérsela.  Al filmar la escena del Blip de Belova, el equipo de producción prácticamente había diseñado el set del baño y lo filmó usando tomas largas y continuas, ya que querían que los espectadores "lo experimentaran con Yelena" y también que "experimentaran el Blip en un nivel humano real". Los operadores de cámara habían memorizado los movimientos de Pugh para la escena para filmar la escena con más facilidad.
Para la introducción de Kingpin a un proyecto de Marvel Studios, Bert y Bertie no estaban obligadas a diseñar aspectos de Daredevil, pero querían tener en cuenta la presencia del personaje de los cómics y Daredevil para esta serie. 

## Marketing
Después del lanzamiento del episodio, Marvel anunció productos inspirados en el episodio como parte de su promoción semanal "Marvel Must Haves" para cada episodio de la serie, incluida la ropa y un Funko Pop de Belova.

## Recepción

### Audiencia
Según Nielsen Media Research, que mide la cantidad de minutos vistos por el público de los Estados Unidos en los televisores, Hawkeye fue la segunda serie original más vista en los servicios de transmisión durante la semana del 13 al 19 de diciembre con 580 millones de minutos vistos, que fue superior a los 527 millones de minutos vistos de la semana anterior. Hawkeye fue la serie de transmisión más importante para los espectadores en los Estados Unidos durante la semana que finalizó el 19 de diciembre según TV Time de Whip Media.

### Respuesta crítica
El sitio web del agregador de reseñas Rotten Tomatoes informa un índice de aprobación del 88% con una calificación promedio de 8/10, según 8 reseñas.
Matt Purslow de IGN le dio al episodio un 8 sobre 10, diciendo que antes de la escena final, se sentía como si hubiera dos partes del episodio moviéndose a diferentes velocidades. Sintió que, aunque fue agradable ver a Belova, "se sintió como si estuviera restando valor al panorama general" con una gran presencia en el episodio. Sin embargo, elogió a Pugh y la llamó la más destacada del episodio. En general, Purslow sintió que el episodio "une satisfactoriamente todas sus ideas" al unir los hilos de la trama separados "para revelar la emocionante mente maestra detrás de todo: Wilson Fisk de Vincent D'Onofrio". Kaitlyn Booth de Bleeding Cool le dio al episodio un 9 de 10, sintiendo que el episodio hizo un gran trabajo al preparar las apuestas para el final. Sin embargo, Booth dijo que al final del episodio, todavía parecía que se necesitaba mucho en el episodio final. Con respecto a la escena que muestra a Belova recibiendo un aviso, Booth pensó que era "interesante ver a Marvel explorando qué estaba haciendo exactamente la gente y dónde estaban cuando ocurrió el aviso".
Al darle al episodio una "B", Caroline Siede de The AV Club sintió que Pugh se robó el espectáculo y pensó que "todo lo que hizo que Yelena Belova fuera un éxito en la película Black Widow está de regreso y posiblemente mejor aquí". En general, sintió que el episodio fue un "asunto discreto impulsado por los personajes", ya que se centró en preparar las cosas para el final. Ross Bonaime de Collider le dio al episodio una "B+" y también elogió la actuación de Pugh en el episodio. Sintió que la escena de los macarrones con queso "nos bendice con una conversación tremendamente divertida" entre Belova y Bishop. Bonaime sintió que Marvel había aprendido de sus errores en el episodio en términos de centrarse más en la amistad que tenían Barton y Romanoff. También calificó el regreso de Kingpin como un "desarrollo electrizante" después de meses de mala dirección por parte de D'Onofrio en Twitter.